# Хемијски лабораторијски прибор
Хемијски лабораторијски прибор обухвата опрему која се користи у хемијским лабораторијама. Делимо га на стаклено посуђе, порцеланско посуђе, прибор за загревање, метални прибор и остали прибор.

## Стаклено посуђе
Основно стаклено посуђе користи се као простор у којем ће се реакција спроводити. Посуде за складиштење служе за чување хемикалија, посуде уског отвора за течности и посуде широког отвора за прах. Остало стаклено посуђе користи се у многим ситуацијама.
Израђује се од боросиликатног и кварцног стакла. Боросиликатно се сме загревати до максималне температуре од 500 °C, а кварцно до 1500 °C.

### Основно посуђе
- Лабораторијска чаша
- Епрувета
- Стаклени балон
- Стаклени балон са равним дном
- Одмерни(нормални)суд
- Ерленмајер
- Мензура

### Посуђе за складиштење
- Боца за раствора
- Боца за прах (праховка)
- Реагенс боца
- Шприц-боца
- Боца за дестиловану воду
- Боца капаљка

### Посуђе с посебном функцијом
- Балон за дестилацију
- Гуч-боца
- Хладњак
- Кјелдахл тиквица
- Сокхлетов екстрактор
- Левак
- Испиралица
- Реторта
- Пикнометар
- Абдерхалденов пиштољ за сушење
- Тхиелеов апарат
- Стаклени балон
- Ступица за гасове
- Хофманов апарат
- Кулометар

### Остало посуђе
- Сатно стакло
- Петријеве шоље
- Стаклене цеви
- Стаклени цилиндар
- Стаклени штапић
- Капалица
- Вилштетеров штачић
- Стаклено звоно
- Пипета
- Бирета
- Одмерни цилиндар
- Кипов апарат
- Ексикатор
- Карлица за упаравање
- Карлица за кристализацију
- Посудица за мерење
- Пнеуматска када

## Порцеланско посуђе
Посуђе од порцелана користи се у свим ситуацијама у којим постоји опасност од пуцања стакла.
- Аван с тучком
- Порцелански лончић
- Порцеланска шоља
- Тигл
- Плочица с јазици
- Хирсцхов левак
- Порцелански лончићи за филтрирање
- Буцхнеров левак
- Витта плочица
- Нуца за филтрирање
- Лончић за филтрирање

## Прибор за загревање

### Грејачи
- Горионик
- Електрична грејна плоча
- Шпиритна грејалица
- Грејна капа
- Грејна трака
- Електрична пећ

### Прибор за мерење и регулацију температуре
- Термометри са течностима
- Термоелемент
- Полупроводнички термометри

### Остали прибор
- Церан плоча
- Глинени троугао
- Азбестна мрежица
- Ареометар
- Пропипета

## Метални прибор
- Метални статив
- Клема
- Пинцета
- Кашика
- Платински лончић
- Турпија
- Мохра штипаљка
- Хоффманна стезаљка
- Метални прстен
- Муфа
- Троножац
- Лабораторијска кашика
- Шпатула
- Лабораторијска клешта
- Бушач чепова
- Оштрач бушача чепова
- Нож
- Преса за натријум

## Прибор за мерење масе
- Лабораторијска техничка вага
- Аналитичка вага
- Вага са сталним оптерећењем кракова

## Остали прибор
- Сталак за епрувете
- Дрвена штипаљка
- Чепови
- Филтер-папир
- Гњечила за чепове
- Брусни камен
- Лабораторијска дизалица
- Магнетна мешалица
- Лабораторијска мућкалица
- Водена купељ
- Уљна купка
- Је сушара
- Алуминијумски блок за сушење
- Сува комора
- Теглица за претакање течности
- Центрифуга
- Водена сисаљка
- Расцхиг прстенови
- Манометар
- Калориметар
- Ротавапор
- Аутоклав